# Гирос
Ги́рос (греч. γύρος [ˈʝiros], от γῦρος «круг, вращение»), на юге России распространён вариант написания ги́ро, вероятно, пришедший из диалектов с апокопой конечного -ς или сочетания πίτα με γύρο — блюдо греческой кухни, схожее с турецким донером (донер кебабом) или арабской шаурмой. Разница в том, что гирос можно делать из курицы и из свинины, с картошкой фри, красным луком и соусом дзадзики.
В Греции его чаще всего готовят из свинины или курицы, в то время как в других странах распространены говядина, курица и баранина. Обычно гирос подают завернутым в лаваш, вместе с такими ингредиентами, как помидоры, лук и соус дзадзики. Мясо приправляют солью и чёрным молотым перцем.

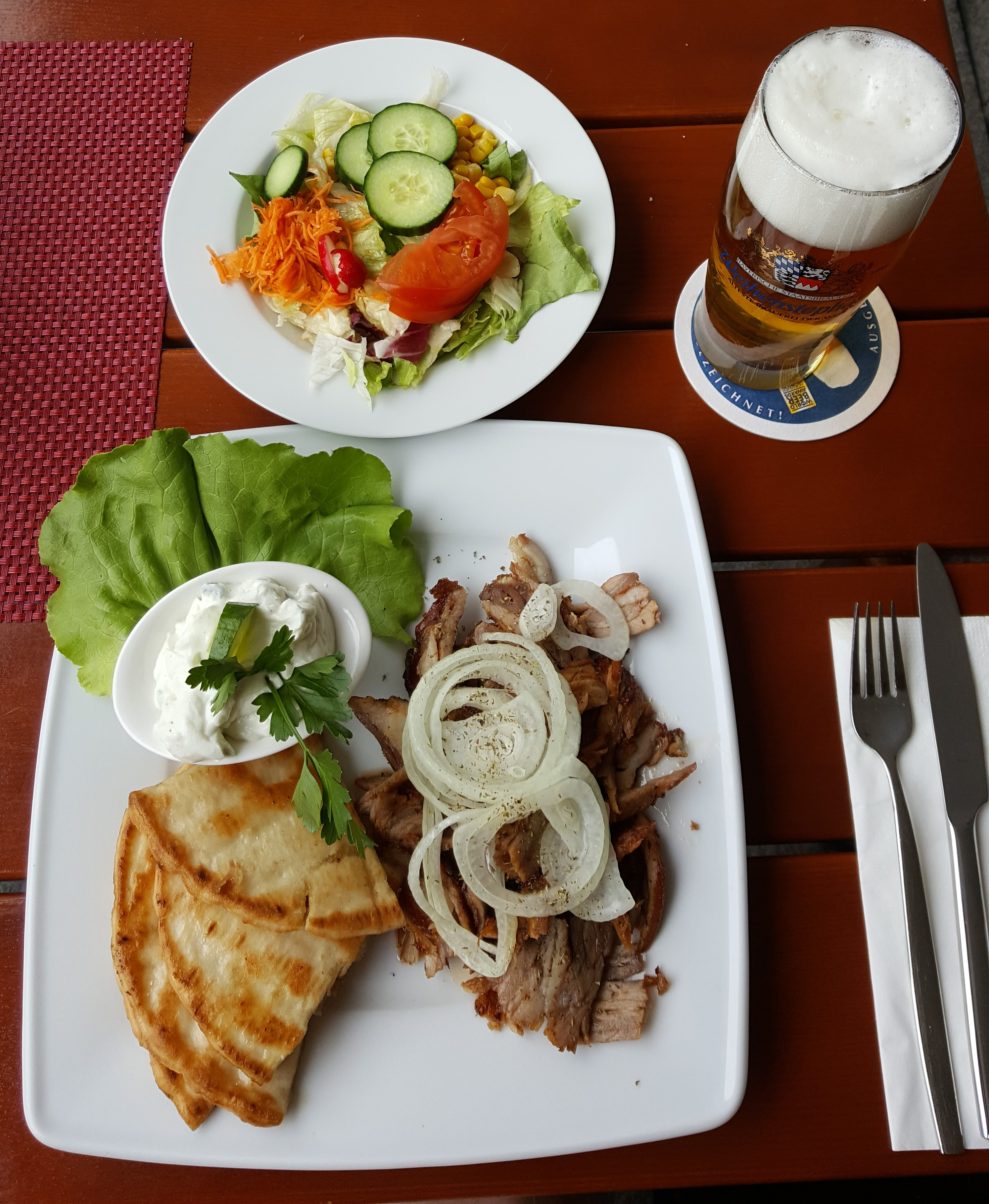
Гирос на тарелке

В странах Центральной Европы — Венгрии, Чехии, Словакии и др. — под названием гирос может подразумеваться любое изделие вида шаурмы, обёрнутой в плоский хлеб.

## История

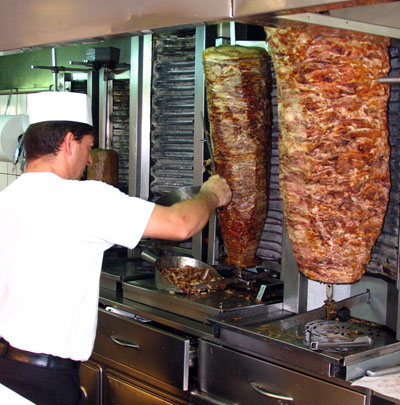
Приготовление мяса для гироса

Приготовление на гриле вертикального вертела из уложенных друг на друга ломтиков мяса и их отрезание во время приготовления было разработано в XIX веке в Бурсе, Османская империя и называлось донер кебаб (тур. döner kebap).
После Второй мировой войны донер-кебаб из баранины был привезён иммигрантами из Анатолии и Ближнего Востока в Афины. В итоге появился отличный греческий вариант, который часто готовят из свинины и подают с соусом дзадзики, который позже стал известен как гирос.
К 1970 году гирос уже был популярным фастфудом в Афинах, а также в Чикаго и Нью-Йорке. В то время стопки мяса всё ещё делались вручную, хотя вертикальные грили начали в США массовое производство компанией Gyros Inc. города Чикаго.
По словам Маргарет Гарлик, именно ей впервые пришла в голову идея массового производства мясных конусов для гироса после просмотра демонстрации приготовления гироса владельцем греческого ресторана на ТВ-шоу What's My Line?. Она убедила в этой идее своего мужа Джона Гарлика. Получив рецепт от греческого шеф-повара в Чикаго, в начале 1970-х годов пара арендовала помещение на колбасном заводе в Милуоки и начала работать на первой в мире сборочной линии по производству мяса гироса из говядины и баранины. Позже супруги продали свой бизнес компании Gyros Inc., которая вместе с Central Gyros Wholesale и Kronos Foods, Inc. , также из Чикаго, начала крупномасштабное производство в середине 1970-х годов.

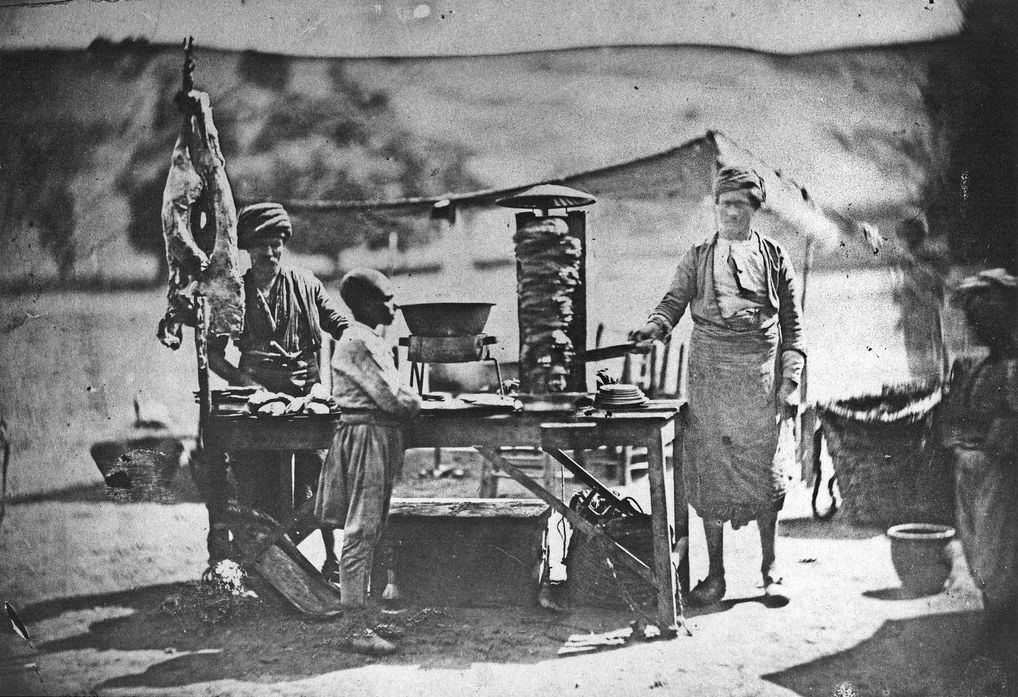
Самая ранняя известная фотография донер кебаба (мясо, приготовленное на вертикальном гриле), сделанная Джеймсом Робертсоном. 1855 год, Османская империя

## Название
Название происходит от греческого γύρος (gyros, «круг» или «поворот») и является калькой турецкого слова döner, от слова dönmek, также означающего «поворот».
Первоначально в Греции блюдо называлось ντονέρ (произн. do'ner). В середине 1970-х годов слово ντονέρ подверглось критике в Греции за то, что оно имеет турецкое происхождение. Слово gyro или gyros уже использовалось в английском языке по крайней мере к 1970 году, и вместе с γύρος в греческом языке в конечном итоге пришло на смену донер кебабу в греческой версии блюда. Некоторые греческие рестораны в США, такие как площадь Синтагма в Нью-Йорке, которую можно кратко увидеть в фильме 1976 года «Таксист», в 1970-х годах продолжали использовать и донер кебаб, и гиросы для обозначения одного и того же блюда.
В отличие от других регионов Греции, в Афинах мясное блюдо сувлаки на вертеле известно как каламаки, в то время как сувлаки — термин, который обычно используется для обозначения гироса, каламаки и подобных блюд.
Греческое произношение - [ˈʝiros], но произношение на английском языке часто бывает / ˈdʒaɪroʊ / или, иногда, / ˈɡɪəroʊ / или / ˈjɪəroʊ /.
В греческом языке слово γύρος имеет форму именительного падежа единственного числа, однако последняя буква «s» часто интерпретируется как английское множественное число, что приводит к образованию единственного числа gyro. В некоторых частях Австралии это слово появляется как yiros (произн. ˈjɪərɒs), происходящее непосредственно от греческого [ˈʝiros].

## Приготовление
В Греции гирос обычно делают из свинины, хотя используется и другое мясо. Часто используется курица, реже встречаются баранина или говядина. Типичные американские гиросы массового производства изготавливаются из мелкого говяжьего фарша, смешанного с бараниной.
В случае гиросов, сделанных вручную, мясо нарезают примерно круглыми тонкими плоскими ломтиками, которые затем складывают на вертел и приправляют. Жирные обрезки обычно перемежаются. Куски мяса в форме перевёрнутого конуса помещаются на высокий вертикальный гриль, который медленно вращается перед источником тепла или жаровней. Когда конус готовится, нижние части поливают соком, стекающим с верхних частей. Когда мясо готово, его вертикально нарезают на тонкую хрустящую стружку.
В Греции гирос обычно подают в смазанном маслом, слегка обжаренном на гриле куске лаваша, закатанного с нарезанными помидорами, нарезанным луком, салатом и картофелем фри, заправленным соусом дзадзики. Иногда вместо дзадзики в Северной Греции используют кетчуп или горчицу.

## В литературе
«Поразмыслив, не купить ли какой-нибудь еды навынос в греческой забегаловке на углу — Мэгги нравились их гирос, да и сам Торри был не прочь отведать чизбургерополисов…»
— Д. Розенберг. «Багровое небо»